# Songxi

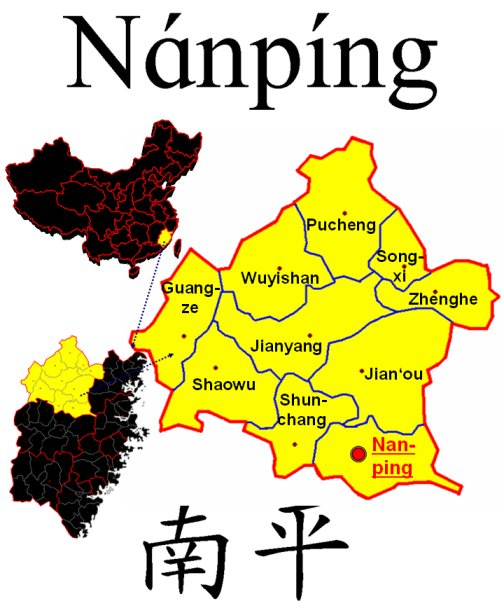
Kreisebene der bezirksfreien Stadt Nanping

Songxi (chinesisch 松溪县, Pinyin Sōngxī Xiàn – „Kieferbach“) ist ein Kreis der bezirksfreien Stadt Nanping in der chinesischen Provinz Fujian.
- Fläche: 1.041 km²;
- Einwohner: 130.867 (Stand: 2020)[1];
- Verwaltungssitz: Großgemeinde Songyuan (松源镇);
- Bruttoinlandsprodukt pro Kopf: 6.589 Renminbi.[2]